# USS Cairo
L'USS Cairo est une canonnière de la marine des États-Unis, et plus précisément l'Union Navy. Navire de tête de la classe City, il s'agit de l’un des premiers cuirassés à coque en fer des États-Unis et il est nommé d'après la ville de Cairo dans l'Illinois.
Le 12 décembre 1862, lors de la guerre de Sécession, il devient le premier navire coulé par une mine marine sur la Yazoo.
Renfloué en 1964, il est désormais exposé au Vicksburg National Military Park. Depuis le 3 septembre 1971, il est inscrit au Registre national des lieux historiques.

## Service pendant la guerre civile américaine

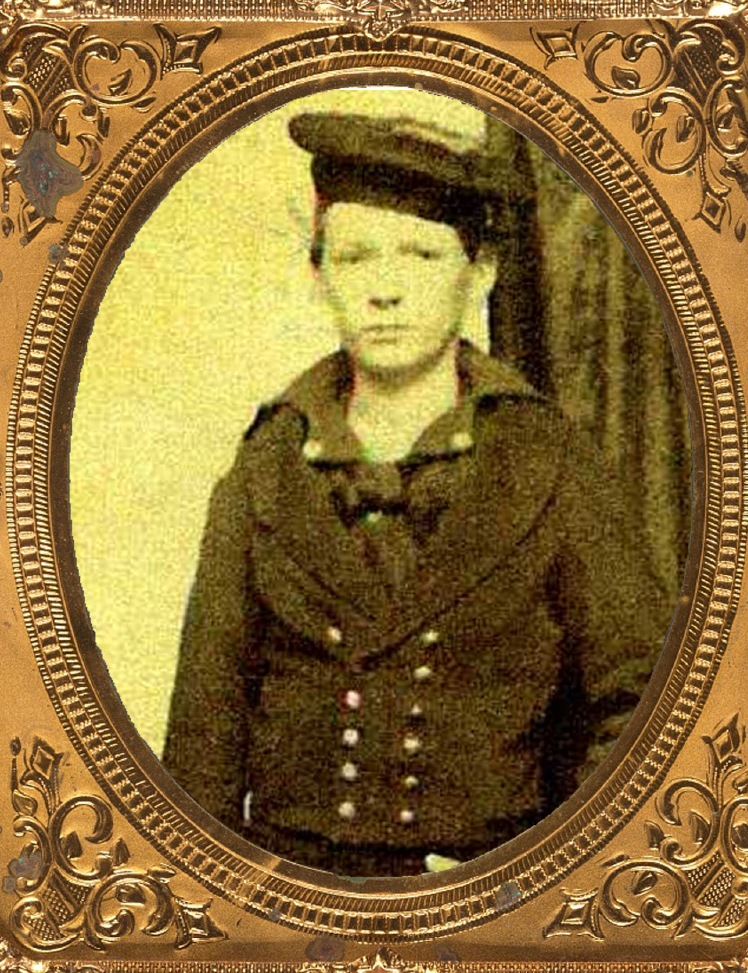
George R. Yost, âgé de 14 ans, a servi comme garçon de première classe à bord du Cairo.

Le Cairo a été construit par James Eads and Co. à Mound City, Illinois, en 1861, sous contrat avec le Département de la Guerre des États-Unis (United States Department of War). Il est mis en service au sein de la flottille de canonnières de l'ouest (Western Gunboat Flotilla) de l'armée de l'Union (Union Army), commandée par le lieutenant de vaisseau (Lieutenant) James M. Prichett.
Le Cairo sert dans la flottille de canonnières de l'ouest de l'armée sur les fleuves Mississippi et Ohio, et leurs affluents, jusqu'à ce qu'il soit transféré à la marine le 1er octobre 1862, avec les autres canonnières fluviales. Elle était commandée par l'officier d'état-major (Flag Officer) Andrew Hull Foote.
Actif dans l'occupation de Clarksville (Tennessee), le 17 février 1862, et de Nashville (Tennessee), le 25 février, le Cairo descendit le fleuve le 12 avril, escortant des bombardes pour |commencer les longues opérations contre Fort Pillow. Un engagement avec des canonnières confédérées à Plum Point Bend le 11 mai marque une série d'activités de blocus et de bombardement qui aboutissent à l'abandon du fort par ses défenseurs le 4 juin.
Le 6 juin 1862, deux jours plus tard, le Cairo participe au triomphe de sept navires de l'Union et d'un remorqueur sur huit canonnières confédérées au large de Memphis. Cinq des canonnières adverses sont coulées ou échouées au cours de cette action ; deux sont gravement endommagées et une réussit à s'échapper. Cette nuit-là, les forces de l'Union occupent la ville. Le Cairo retourne patrouiller sur le Mississippi jusqu'au 21 novembre, date à laquelle il rejoint l'expédition de Yazoo Pass.
Le 12 décembre 1862, alors qu'il déminait le fleuve en vue de l'attaque de Haines Bluff, le Cairo heurta une « torpille » (ou mine navale) déclenchée par des volontaires cachés derrière la berge et coula en 12 minutes. Aucune perte humaine n'est à déplorer.

## Armement
Comme beaucoup de cuirassés (ironclad) du théâtre du Mississippi, l'armement du Cairo a été modifié au cours de la vie du navire. Pour accélérer son entrée en service, le Cairo et les autres navires de la classe City ont été équipés des armes disponibles, puis leur armement a été amélioré au fur et à mesure que de nouvelles pièces étaient disponibles. Bien que les canons Dahlgren de 8 pouces (200 mm) à âme lisse soient relativement modernes, la plupart des autres armes d'origine sont désuètes, comme les canons de 32 livres, ou modifiées, comme les "fusils" de 42 livres. Il s'agissait de vieux canons lisses transformés en fusils. Les armes de 42 livres préoccupaient particulièrement les commandants militaires parce qu'elles étaient structurellement plus faibles et plus susceptibles d'exploser que les canons rayés construits à cet effet. En outre, l'étroitesse des combats sur les fleuves augmentait considérablement la menace des équipes d'abordage. L'obusier de 12 livres a été équipé pour répondre à cette préoccupation et n'a pas été utilisé dans les combats réguliers,.
| Janvier 1862                                                                                   | Novembre 1862 |
| • 3 × 8-inch à âme lisse • 6 × 42-pounder rifle • 6 × 32-pounder rifles • 1 × 12-pounder rifle | • 3 × 8-inch à âme lisse • 3 × 42-pounder rifles • 6 × 32-pounder rifle • 1 × 30-pounder rifle • 1 × 12-pounder rifle |

## Découverte de l'épave
Au fil des ans, la canonnière a été oubliée et lentement recouverte par la vase et le sable. Enfoncé dans la boue, le Cairo est devenu une capsule temporelle dans laquelle ses artefacts historiques uniques ont été préservés de la corrosion et de la dégradation biologique. Les membres de l'équipage étant décédés et les habitants de la région n'étant pas sûrs de l'endroit où se trouve la canonnière, les spéculations vont bon train.
En étudiant les cartes de la guerre civile, Edwin C. Bearss, du parc militaire national de Vicksburg (Vicksburg National Military Park), s'est mis à la recherche du navire perdu à l'aide d'une simple boussole magnétique. Avec l'aide de Don Jacks et de Warren Grabau, le navire a été retrouvé en 1956. En 1960, de nombreux objets ont été récupérés, notamment la timonerie et un canon de 8 pouces, tous deux préservés par la boue de la rivière Yazoo.
Avec le soutien de l'État du Mississippi, du sénateur Homer Vernon Cooper et des autorités locales, la canonnière a été récupérée du fond de la rivière,.

## Récupération et musée

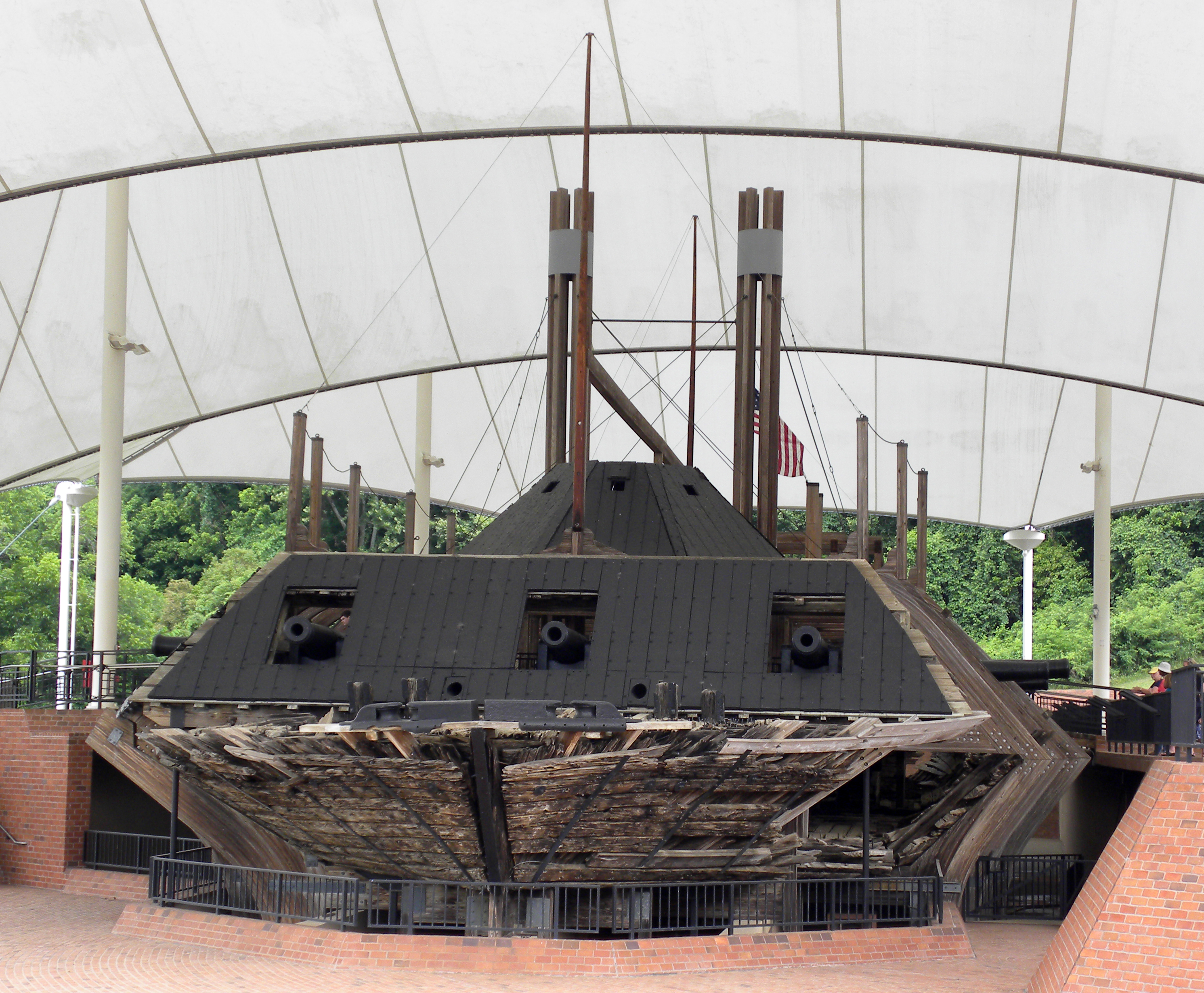
USS Cairo dans sa dernière demeure au Vicksburg National Military Park. Une structure en bois a été construite pour soutenir ce qui reste du navire.

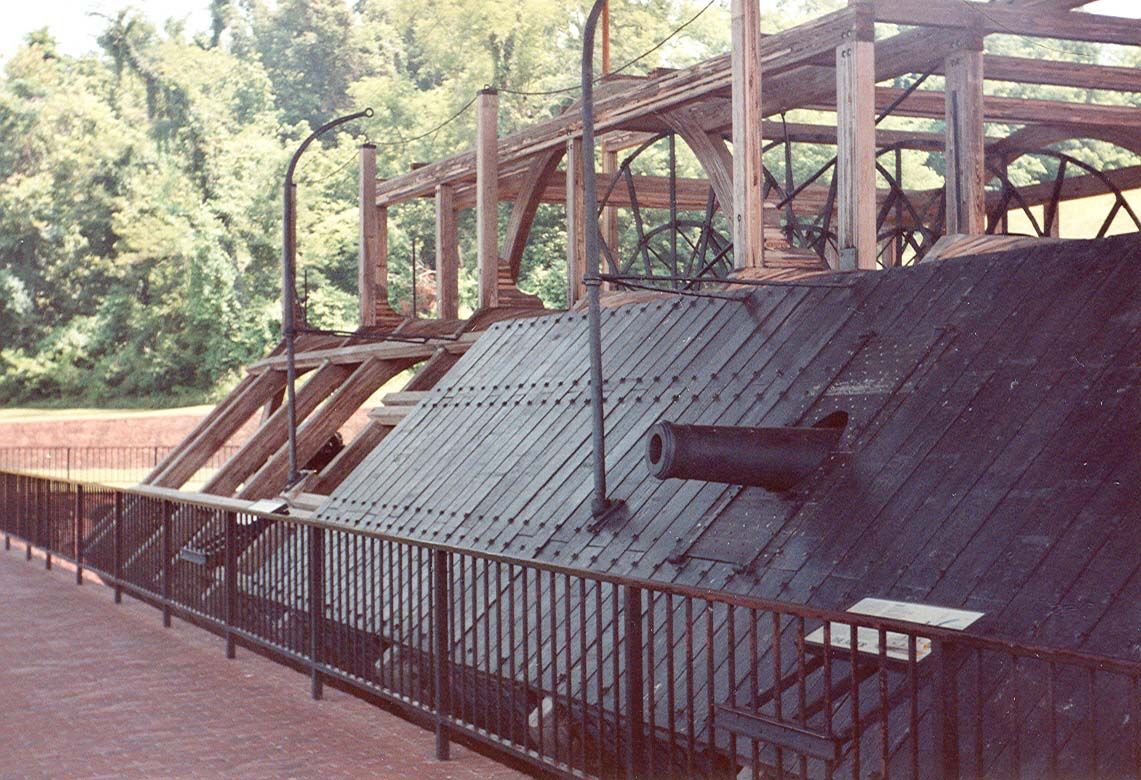
Un des canons sur le côté du Cairo. La charpente des roues à aubes est à l'arrière-plan.

Les espoirs de soulever le cuirassé et sa cargaison d'objets intacts ont été anéantis en octobre 1964, lorsque les câbles de 3 pouces (76 mm) utilisés pour soulever le Cairo ont profondément entaillé sa coque en bois. Il s'agissait alors de sauver autant que possible le navire. La décision est prise de découper le Cairo en trois parties. Fin décembre, les restes abîmés sont mis sur des barges et remorqués jusqu'à Vicksburg, dans l'État du Mississippi. Au cours de l'été 1965, les barges transportant le Cairo sont remorquées jusqu'au chantier naval Ingalls (Ingalls Shipyard) sur la côte du Golfe, à Pascagoula, dans le Mississippi. Là, le blindage est enlevé, nettoyé et stocké. Les deux moteurs sont démontés, nettoyés et remontés. Des sections de la coque ont été renforcées à l'intérieur et un système d'arrosage a été utilisé en permanence pour empêcher les poutres structurelles en chêne blanc de se déformer et de se fissurer. Le 3 septembre 1971, le Cairo a été inscrit au Registre national des lieux historiques (National Register of Historic Places).
En 1972, le Congrès américain a adopté une loi autorisant le Service des parcs nationaux à accepter le titre de propriété du Cairo et à restaurer la canonnière pour l'exposer dans le parc militaire national de Vicksburg (Vicksburg National Military Park). Des retards dans le financement du projet ont interrompu les travaux jusqu'en juin 1977, date à laquelle le navire a été transporté dans le parc et partiellement reconstruit sur une fondation en béton près du cimetière national de Vicksburg (Vicksburg National Cemetery). Un abri destiné à couvrir le navire a été achevé en octobre 1980, et le musée a ouvert ses portes en novembre. L'abri original à ossature spatiale a depuis été remplacé par un système de toile tendue afin d'offrir une meilleure couverture.
La récupération des objets du Cairo a révélé un trésor d'armes, de munitions, de matériel naval et d'équipement personnel des marins qui ont servi à bord. La canonnière et ses objets sont désormais visibles le long de la route touristique du musée de l'USS Cairo. On y trouve notamment un couteau à corde de marin en bon état.
Depuis sa récupération, le Cairo a subi des dégradations dues à l'exposition aux éléments, aux fientes d'oiseaux et au vandalisme. Il n'existe que quatre ironclads de l'époque de la guerre de Sécession encore en état de marche : le USS Monitor, le CSS Neuse (en), le USS Cairo, et le CSS Muscogee (en).